# Otuquis nationalpark
Otuquis nationalpark är en nationalpark i Bolivia.   Den ligger i departementet Santa Cruz, i den östra delen av landet, 700 km öster om huvudstaden Sucre. Otuquis National Park ligger 173 meter över havet.
I omgivningarna runt Otuquis nationalpark växer i huvudsak lövfällande lövskog.